# 606 (numero)
Seicentosei è il numero naturale dopo il 605 e prima del 607.

## Proprietà matematiche
- È un numero pari.
- È un numero composto, con i seguenti 8 divisori: 1, 2, 3, 6, 101, 202, 303, 606. Poiché la somma dei suoi divisori (escluso il numero stesso) è 618 > 606, è un numero abbondante.
- È un numero sfenico.
- È un numero 11-gonale e un numero 42-gonale.
- È un numero congruente.
- È un numero palindromo nel sistema numerico decimale.
- È un numero malvagio.

## Astronomia
- 606 Brangäne è un asteroide della fascia principale del sistema solare.
- NGC 606 è una galassia spirale della costellazione dei Pesci.

## Astronautica
- Cosmos 606 è un satellite artificiale russo.